# Bredana alternata
Bredana alternata är en spindelart som beskrevs av Willis J. Gertsch 1936. Bredana alternata ingår i släktet Bredana och familjen hoppspindlar. Inga underarter finns listade.